# Maria Amélia de Souza Leão

Maria Amélia de Souza Leão, Baronesa de Morenos

Maria Amélia de Souza Leão (Pernambuco, 29 de julho de 1839 — Pernambuco, 28 de março de 1900) foi a segunda esposa de Antônio de Souza Leão, barão de Morenos. Foi uma nobre brasileira, membro de uma das tradicionais famílias de Pernambuco.
Filha de Francisco de Pinho Borges, barão de Pinho Borges e de Thomazia Firmina de Carvalho Soares Brandão. Casou-se com Antônio de Souza Leão, um proprietário rural de Pernambuco. Juntamente com o marido, foi agraciada com o título de baronesa de Moreno pelo imperador D. Pedro II em 1859, durante uma visita à fazenda da família.
Maria Amélia foi uma das maiores damas da sociedade de Recife e foi a responsável por alforriar os escravos da família, dois anos antes da Lei Áurea. 